# Pyrus serrulata
Pyrus serrulata är en rosväxtart som beskrevs av Alfred Rehder. Pyrus serrulata ingår i släktet päronsläktet, och familjen rosväxter. Inga underarter finns listade i Catalogue of Life.